# アビ・エシュフ
アビ・エシェフ（Abi Eshuh、在位：紀元前1711年 - 紀元前1684年）は、バビロン第1王朝の第8代王である。

## 来歴
前王サムス・イルナの息子として生まれ、父王の跡を継いで王となった。父王の時代既にハンムラビが統一した領域は縮小し始めていた。アビ・エシェフもまた、父と戦ったカッシート人や、南で自立していた海の国第1王朝との戦いを繰り広げた。
彼は一旦はカッシート人と敵対したが、後にはカッシート人との友好関係の維持に努力した。カッシート人はこの時期メソポタミア各地に移住しており、バビロン第1王朝の領域内でも労働者や傭兵となっていた他、旧マリ王国の地域ではテルカを拠点にカッシート人カシュティリアシュ王のハナ国が成立しており、バビロニアでのカッシート人の影響力が強まっていた。
アビ・エシェフが多くの努力を払ったことが記録から読み取れるが、彼の治世を通じてバビロンの勢力は一層弱まった。